# Теміршинський сільський округ
Темірши́нський сільський округ (каз. Темірші ауылдық округі, рос. Темиршинский сельский округ) — адміністративна одиниця у складі Каркаралінського району Карагандинської області Казахстану. Адміністративний центр — село Татан.
Населення — 852 особи (2021; 1329 у 2009, 1524 у 1999, 1732 у 1989).
Станом на 1989 рік існувала Актайлацька сільська рада (села Айнабулак, Карагаш, Татан).

## Склад
До складу округу входять такі населені пункти:
| Населений пункт | Населення, осіб (1989) | Населення, осіб (1999) | Населення, осіб (2009) | Населення, осіб (2021) |
| --------------- | ---------------------- | ---------------------- | ---------------------- | ---------------------- |
| Айнабулак, село | 240                    | 141                    | 88                     | 21                     |
| Караагаш, село  | 411                    | 363                    | 375                    | 212                    |
| Татан, село     | 1081                   | 1020                   | 866                    | 619                    |